# Ursula Krechel

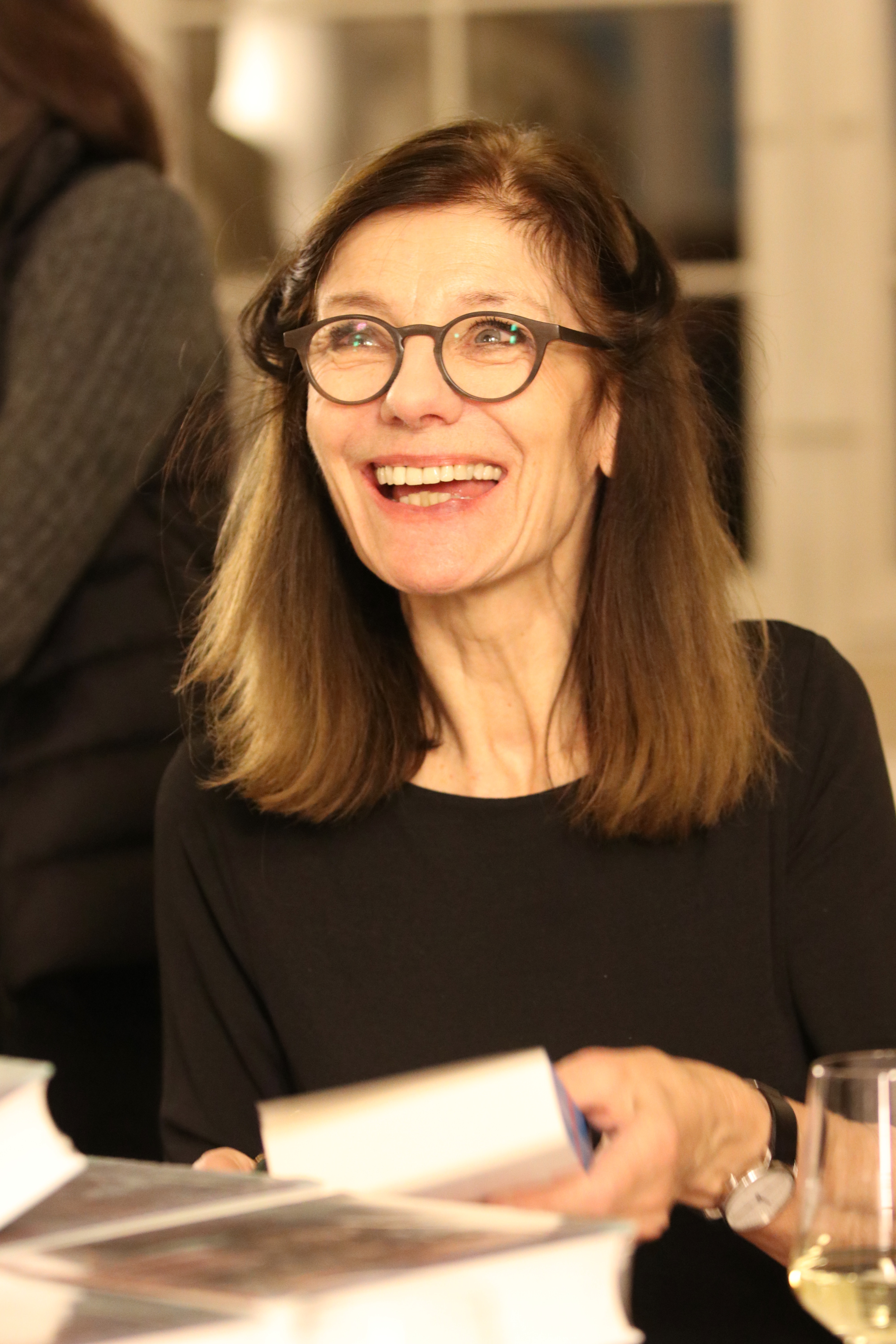
Ursula Krechel 2019 beim Signieren

Ursula Krechel (* 4. Dezember 1947 in Trier) ist eine deutsche Schriftstellerin. Sie schreibt Gedichte, erzählende Prosa, Romane, Essays, Theaterstücke und Hörspiele. Bekannt wurden insbesondere ihre dokumentarischen Romane wie Shanghai fern von wo (2008), Landgericht (2012, ausgezeichnet mit dem Deutschen Buchpreis) und Geisterbahn (2018). Ihr Werk setzt sich insbesondere mit Exil, Flucht, Verfolgung, Feminismus und dem schwierigen Wiederfinden nach dem Zweiten Weltkrieg auseinander. 2025 erhielt sie den renommierten Georg-Büchner-Preis. Krechels Werk zeichnet sich durch sorgfältige Recherche, journalistische Präzision und Poesie aus.

## Leben
Ursula Krechel wurde als Tochter des Psychologen und katholischen Familienberaters Jakob Krechel (1905–1996) geboren. Der 1971 früh verstorbenen Mutter Thea widmete sie das erste Gedicht ihres ersten Lyrikbands Nach Mainz!. Nach dem Besuch der Volksschule in Trier-Heiligkreuz von 1954 bis 1958 und dem Abitur am Staatlichen neusprachlichen Gymnasium für Mädchen Trier (vormals Städtische Studienanstalt) 1966 studierte sie Germanistik, Theaterwissenschaft und Kunstgeschichte an der Universität zu Köln. Bereits während des Studiums, das sie 1971 mit der Promotion und einer Dissertation über Herbert Ihering abschloss, verfasste sie Beiträge für den Westdeutschen Rundfunk und die Tageszeitung Kölner Stadt-Anzeiger. Von 1969 bis 1972 war sie Dramaturgin an den Städtischen Bühnen Dortmund und leitete Theaterprojekte mit jugendlichen Strafgefangenen.
Ab 1972 lebte Krechel als freie Schriftstellerin in Köln und Darmstadt und ab 1978 im Frankfurter Westend. Seit dem Ende der 1990er Jahre lebt und arbeitet sie in Berlin.
Seit den 1980er Jahren lehrte Ursula Krechel Literatur im In- und Ausland. So war sie 1984 Gastprofessorin an der Warwick-Universität in England, 1989/90 hielt sie Poetik-Vorlesungen in Wien, war 1991 Writer-in-residence an der Washington University St. Louis/USA, 1993/94 Poet-in-residence an der Universität Essen, von 1997 bis 1999 Gastprofessorin am Deutschen Literaturinstitut der Universität Leipzig, 2000 Writer-in-residence an der Ben-Gurion-Universität im Negev in Beʾer Scheva, 2002 Escriptora convidada in Barcelona sowie im Sommersemester 2007 Research Fellow an der Washington University St. Louis/USA. Von 1998 bis 2001 und von 2008 bis 2011 war sie Leiterin der Prosa-Werkstatt im Literarischen Colloquium Berlin.
Krechel war Mitglied des PEN-Zentrums Deutschland und wurde im November 2020 zu dessen Ehrenpräsidentin gewählt. Auf der Mitgliederversammlung im Mai 2022 in Gotha erklärte sie im Zuge des Konflikts um PEN-Präsident Deniz Yücel, dass sie ihr Amt als Ehrenpräsidentin ruhen lassen werde. Wenig später gehörte sie mit Yücel, ihrem Mann Herbert Wiesner, Eva Menasse und anderen zu den Mitgründern des PEN Berlin. Aus dem deutschen PEN trat sie aus.
Außerdem ist Krechel Mitglied der Deutschen Akademie für Sprache und Dichtung (seit 2012), der Berliner Akademie der Künste (seit 2017) und Vizepräsidentin der Akademie der Wissenschaften und der Literatur Mainz. Anfang Januar 2022 wurde bekannt, dass Krechel „den ersten Teil ihres künstlerischen Vorlasses“ an das Archiv der Akademie der Künste in Berlin übergeben hat.
2025 erhielt sie die bedeutendste Literaturauszeichnung im deutschen Sprachraum, den Georg-Büchner-Preis.
Ursula Krechel ist verheiratet mit Herbert Wiesner, dem langjährigen Leiter des Berliner Literaturhauses.

## Werk
Die Unmöglichkeit einer Emanzipation ist Thema von Erika, dem ersten Bühnenstück von Ursula Krechel, mit dem sie 1974 auf sich aufmerksam machte. Die im Milieu des rheinischen Kleinbürgertums spielende Handlung schildert den – schließlich abgebrochenen – Ausbruchsversuch der jungen Frau aus einer als bedrückend empfundenen Welt, einer einengenden Ehe und der beruflichen Aussichtslosigkeit. Es wurde am Westfälischen Landestheater in Castrop-Rauxel uraufgeführt. 1976 erschien bei Luchterhand das Buch Selbsterfahrung und Fremdbestimmung. Bericht aus der neuen Frauenbewegung, in dem sie die politische und gesellschaftliche Position der Frauenbewegung seit 1968 definiert. Das Buch erreichte bis 1983 zahlreiche Auflagen.
2008 und 2012 fanden zwei Romane besonderen Zuspruch, die beide das Exil thematisieren. In dem 2008 erschienenen Roman Shanghai fern von wo beschreibt sie das Schicksal einiger der achtzehntausend Juden, die seit 1938 eines der letzten visumfreien Schlupflöcher nutzen und so im fernen fremden Shanghaier Ghetto überleben konnten. Der Roman verfolgt aber auch die Rückkehr von Exilanten nach Deutschland nach dem Zweiten Weltkrieg und zeigt die Unbarmherzigkeit, mit der man von Amts wegen mit den Rückkehrern umging.
Krechels 2012 erschienener Roman Landgericht erhielt den Deutschen Buchpreis. Im Mittelpunkt des Romans steht der jüdische Richter Dr. Richard Kornitzer, der 1947 aus dem Exil in Havanna nach Deutschland zu seiner versprengten Familie zurückkehrt „und zerbricht, als er in der Enge Nachkriegsdeutschlands den Kampf um die Wiederherstellung seiner Würde verliert“. Reales Vorbild für diese Romanfigur ist der Richter Robert Michaelis. 2017 erschien in Deutschland unter dem Titel Landgericht. Geschichte einer Familie eine zweiteilige Fernsehverfilmung mit Ronald Zehrfeld und Johanna Wokalek in den Hauptrollen. Im Kontext der Beschreibung von Kornitzers Exil in Havanna enthält Landgericht auch eine eindringliche Beschreibung der dort existierenden deutschsprachigen Exilgemeinde. Zu deren Mitgliedern, die von Krechel porträtiert werden, zählen beispielsweise Fritz Lamm, Hans und Lisa Fittko, Emma Kann, Julius Deutsch und Boris Goldenberg.
Zusammen mit dem Roman Geisterbahn, 2018 erschienen, entstand so eine Trilogie der Ausgegrenzten, auch eine Geschichte der Verdrängung aus der frühen Bundesrepublik. Der Roman umfasst fast 100 Jahre deutscher Geschichte in einem Panorama aus Ursula Krechels Heimatstadt Trier. Im Mittelpunkt steht eine Sinti-Familie.

## Werke

### Lyrik

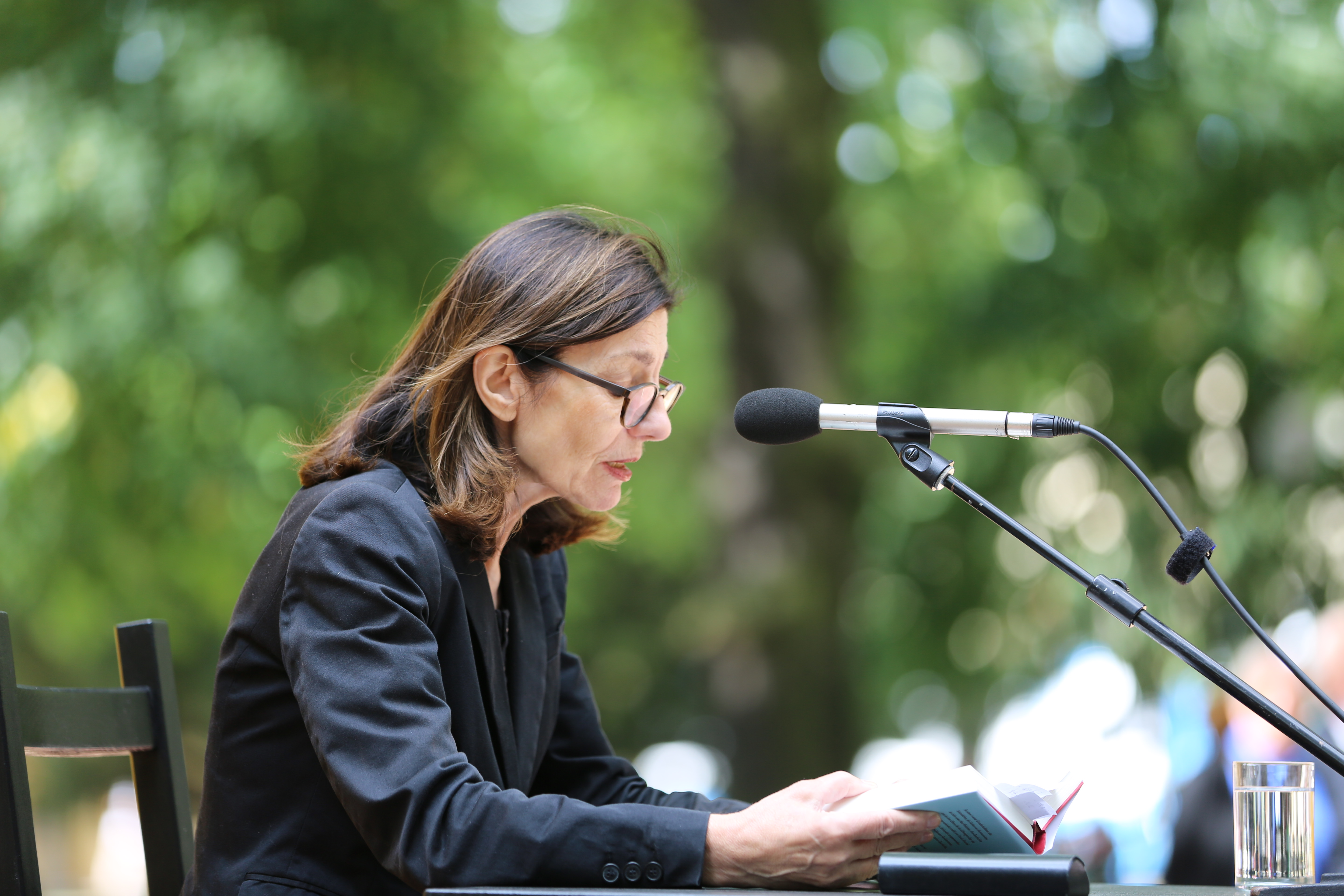
Ursula Krechel auf dem Erlanger Poetenfest 2018

- Nach Mainz! Luchterhand, Darmstadt, 1977, ISBN 3-472-86442-7.
- Verwundbar wie in den besten Zeiten. Luchterhand, Darmstadt 1979, ISBN 3-472-86491-5.
- Rohschnitt. Luchterhand, Darmstadt 1983, ISBN 3-472-86572-5.
- Vom Feuer lernen. Luchterhand, Darmstadt 1985, ISBN 3-472-86620-9.
- Kakaoblau. Gedichte. Residenz, Salzburg 1989.
- Technik des Erwachens. Suhrkamp, Frankfurt am Main 1992, ISBN 3-518-40431-8.
- Äußerst innen. Mit Radierungen von Irmgard Flemming. Edition Flemming, Frankfurt am Main 1993.
- Landläufiges Wunder. Gedichte. Suhrkamp, Frankfurt am Main 1995, ISBN 3-518-40715-5.
- Ungezürnt. Gedichte. Suhrkamp, Frankfurt am Main 1997, ISBN 3-518-39282-4.
- Verbeugungen vor der Luft. Residenz, Salzburg 1999, ISBN 3-7017-1165-8.
- Rohschnitt. Gedicht in 60 Sequenzen. Lyrikedition 2000, München 2002.
- Stimmen aus dem harten Kern. Gedicht. Jung und Jung, Salzburg/ Wien 2005, ISBN 3-902144-98-X.
- Mittelwärts. Gedicht. zu Klampen, Springe 2006, ISBN 3-933156-86-6.
- Jäh erhellte Dunkelheit. Gedichte. Jung und Jung, Salzburg/Wien 2010, ISBN 978-3-902497-67-3.
- Die da. Ausgewählte Gedichte. Jung und Jung, Salzburg/Wien 2013, ISBN 978-3-99027-046-2.
- Beileibe und Zumute. Gedichte. Jung und Jung, Salzburg/Wien 2021, ISBN 978-3-99027-247-3.

### Prosa
- Zweite Natur: Szenen eines Romans. Luchterhand, Darmstadt 1981, ISBN 3-472-86529-6.
- Die Freunde des Wetterleuchtens. Luchterhand Verlag, Darmstadt 1990, ISBN 3-630-86741-3.
- Sizilianer des Gefühls. Roman. Suhrkamp, Frankfurt am Main 1993, ISBN 3-518-40510-1.
- Der Übergriff. Jung und Jung, Salzburg 2001, ISBN 3-902144-16-5.
- Mein Hallo dein Ohr. Mit Lithografien von Johannes Grützke. Quetsche, Witzwort 2003, ISBN 3-925899-69-3.
- Shanghai fern von wo. Roman. Jung und Jung, Salzburg/Wien 2008, ISBN 978-3-902497-44-4.
- Landgericht. Roman. Jung und Jung, Salzburg/Wien 2012, ISBN 978-3-99027-024-0.
- Geisterbahn. Roman. Jung und Jung, Salzburg/Wien 2018, ISBN 978-3-99027-219-0.
- Sehr geehrte Frau Ministerin. Roman. Klett-Cotta Verlag, Stuttgart 2025, ISBN 978-3-608-96653-4.

### Theaterstücke
- Erika. Theaterstück. Verlag der Autoren, Frankfurt am Main 1973.
- Ich glaub, mich tritt ein Meerschwein. Theaterstück für Kinder. In: Marion Victor (Hrsg.): Spielplatz. Bd. 10. Frankfurt/M. (Verlag der Autoren) 1997. S. 127–135.
- Aus der Sonne. Theaterstück. Frankfurt/M. (Verlag der Autoren) 1985.
- Sitzen Bleiben Gehen. Theaterstück. Verlag der Autoren, Frankfurt am Main 1990.
- Liebes Stück. Theaterstück. Verlag der Autoren, Frankfurt am Main 2003.

### Essays (Auswahl)
- Information und Wertung: Untersuchungen zum theater- und filmkritischen Werk von Herbert Ihering. Dissertation. Köln 1972.
- Selbsterfahrung und Fremdbestimmung. Luchterhand, Darmstadt 1975, ISBN 3-472-61205-3.
- Lesarten. Gedichte, Lieder, Balladen. Ausgewählt und kommentiert von Ursula Krechel. Darmstadt, Neuwied (Luchterhand) 1982. (= Sammlung Luchterhand 346). Erweiterte Neuausgabe unter dem Titel Lesarten: von der Geburt des Gedichts aus dem Nichts: Frankfurt/M. (Luchterhand) 1991. (= Sammlung Luchterhand 950).
- Mit dem Körper des Vaters spielen. Essays. Suhrkamp, Frankfurt am Main 1992, ISBN 3-518-11716-5.
- In Zukunft schreiben. Handbuch für alle, die schreiben wollen. Jung und Jung, Salzburg 2003, ISBN 3-902144-66-1.
- Stark und leise. Pionierinnen. Jung und Jung, Salzburg/Wien 2015, ISBN 978-3-99027-071-4.
- Gehen. Träumen. Sehen. Unter Bäumen. Essays. Jung und Jung, Salzburg/Wien 2022, ISBN 978-3-99027-261-9.
- Der wandernde Blick in Fontane Online

### Hörspiele
- 1975: Zwei Tode. Produktion: RB/HR
- 1975: Erika. Produktion: WDR
- 1979: Die Entfernung der Wünsche am hellen Tag. Produktion RB/WDR
- 1979: Das Parkett ein spiegelnder See. Mit Lisa Kreuzer (Marie), Ulrike Bliefert (Amalie), Susanne von Schaefer (Sophie), Suzanne von Borsody (Elise), Edith Heerdegen (Elise als alte Frau) u. a. Regie: Bernd Lau, Produktion: BR/ WDR
- 1979: Der Kunst in die Arme geworfen. Kantate für Sprechstimmen und das 19. Jahrhundert. Produktion: SFB/BR/NDR
- 1984: Glückselig feindselig vogelfrei. Regie: Ursula Krechel, Produktion: NDR/ SFB
- 1986: Der Keksgigant. Regie: Ursula Krechel, Produktion: SFB
- 1986: Leuk und Lachen oder Die Grammatik des Austausches. Zus. mit Willem Capteyn. WDR/ NCRV Hilversum
- 1988: Stadtluftundliebe. Produktion: SWR/ NDR
- 1990: Sitzen Bleiben Gehen. Produktion: SWF
- 1991: Zwischen den Ohrringen der Redefluß. Produktion: SFB/ SWR
- 1991: Näher am springenden Punkt. Produktion: NDR.
- 1991: Bilderbeben. In: Wüstensturm. Produktion: BR/ SR
- 1995: Mein Hallo dein Ohr. Ein Hilferuf. Produktion: SWF
- 1995: Im Ohrensaal. Mit Christa Berndl (Die Frau), Rolf Schult (Doktor Mortimer), Krista Posch (Die venusmuschelförmige Krankenschwester), Grete Wurm (Die Patientin aus dem Seufzertal) u. a. Regie: Hans Gerd Krogmann, Produktion: BR
- 1997: Unendliches Türenschlagen. Produktion: NDR
- 1998: Shanghai fern von wo. Zweiteiliges Hörspiel mit Katharina Palm (Fräulein Ling), Manfred Steffen (Mr. Tata), Donata Höffer (Fräulein Bamberger), Elisabeth Orth (Frau Tausig), Hille Darjes (Frau Kronheim), Rolf Schult (Herr Rosenbaum), Johanna Liebeneiner, Helmut Vogel, Rosemarie Gerstenberg, Gerd Wameling, Anthony Gibbs. Regie: Hans Gerd Krogmann, Produktion: SWF
- 2003: Liebes Stück. Produktion: SWR
- 2004: Meine Stimme ist mit den Fischen geschwommen. – Regie: Oliver Sturm und Nicole Paulsen; mit Angela Winkler. Produktion: SWR
- 2007: Festbeleuchtung der Nacht. Produktion: DLR
- 2013: Wenn man ein gleichschenkliges Dreieck auf den Kopf stellt. – Regie: Hans Gerd Krogmann, Produktion: SWR

### Übersetzung
- Jacques Roubaud: Stand der Orte. Heidelberg 2000.

### Herausgabe
- Jahrbuch der Lyrik. Mit Christoph Buchwald, Luchterhand, Darmstadt 1985.
- Lesarten. Luchterhand, Darmstadt u. a. 1982.
- Autorenwerkstatt Prosa 1999. Leipzig 1999.

## Auszeichnungen

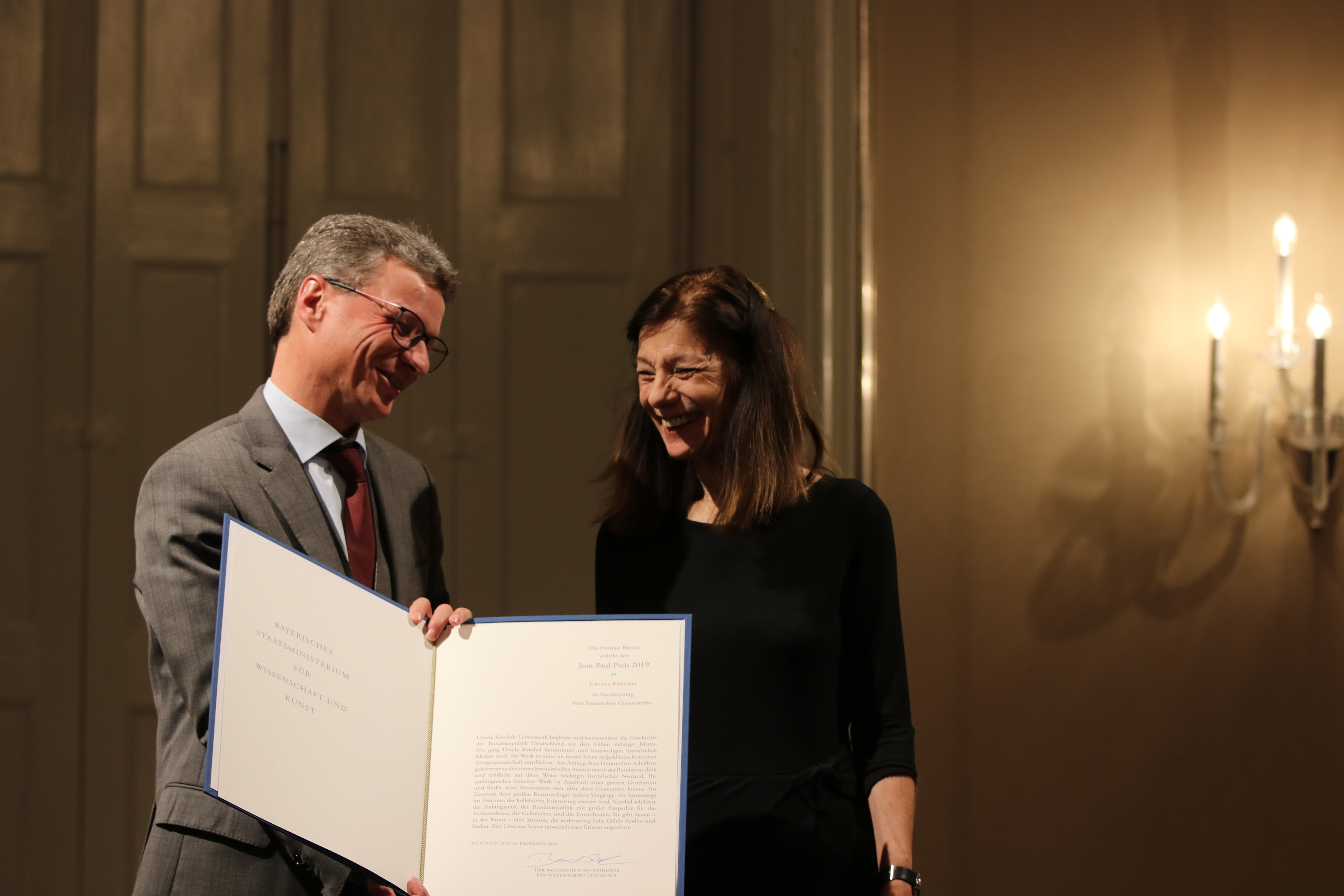
Verleihung des Jean-Paul-Preises 2019 durch den bayerischen Staatsminister Bernd Sibler

- 1980: Arbeitsstipendium für Berliner Künstler
- 1994: Internationaler Eifel-Literatur-Preis
- 1994: Martha-Saalfeld-Förderpreis
- 1995: Stipendium Künstlerhaus Edenkoben
- 1997: Elisabeth-Langgässer-Literaturpreis
- 2006: Calwer Hermann-Hesse-Stipendium
- 2008: Rheingau Literatur Preis für Shanghai fern von wo
- 2009: Jeanette Schocken Preis – Bremerhavener Bürgerpreis für Literatur
- 2009: Deutscher Kritikerpreis
- 2009: Düsseldorfer Literaturpreis
- 2009: Joseph-Breitbach-Preis
- 2009: Kunstpreis Rheinland-Pfalz
- 2012: Wiesbadener Lyrikpreis Orphil[23]
- 2012: Deutscher Buchpreis für Landgericht
- 2013: Heinrich-Heine-Gastdozentur
- 2015: Gerty-Spies-Literaturpreis für Landgericht
- 2017: Aufnahme in die Berliner Akademie der Künste[24]
- 2019: Jean-Paul-Preis[25]
- 2020: Bundesverdienstkreuz am Bande
- 2020: Ehrenpräsidentin des PEN-Zentrums Deutschland
- 2025: Georg-Büchner-Preis[15]